# تربتین
تربتین (به لاتین: Třebětín) یک سکونتگاه مسکونی در جمهوری چک است که در Kutná Hora District واقع شده‌است.